# Wolbach
Wolbach is een plaats (census-designated place) in de Amerikaanse staat Nebraska, en valt bestuurlijk gezien onder Greeley County.

## Demografie
Bij de volkstelling in 2000 werd het aantal inwoners vastgesteld op 287. In 2006 is het aantal inwoners door het United States Census Bureau geschat op 261, een daling van 26 (-9,1%).

## Geografie
Volgens het United States Census Bureau beslaat de plaats een oppervlakte van 1,8 km², geheel bestaande uit land. Wolbach ligt op ongeveer 599 m boven zeeniveau.

## Plaatsen in de nabije omgeving
De onderstaande figuur toont nabijgelegen plaatsen in een straal van 24 km rond Wolbach.